# Występ (województwo mazowieckie)
Występ – wieś sołecka w Polsce położona w województwie mazowieckim, w powiecie kozienickim, w gminie Sieciechów.
W latach 1975–1998 miejscowość należała administracyjnie do województwa radomskiego.
Wierni kościoła rzymskokatolickiego należą do parafii Matki Bożej Nieustającej Pomocy w Zajezierzu.